# Weespersluis

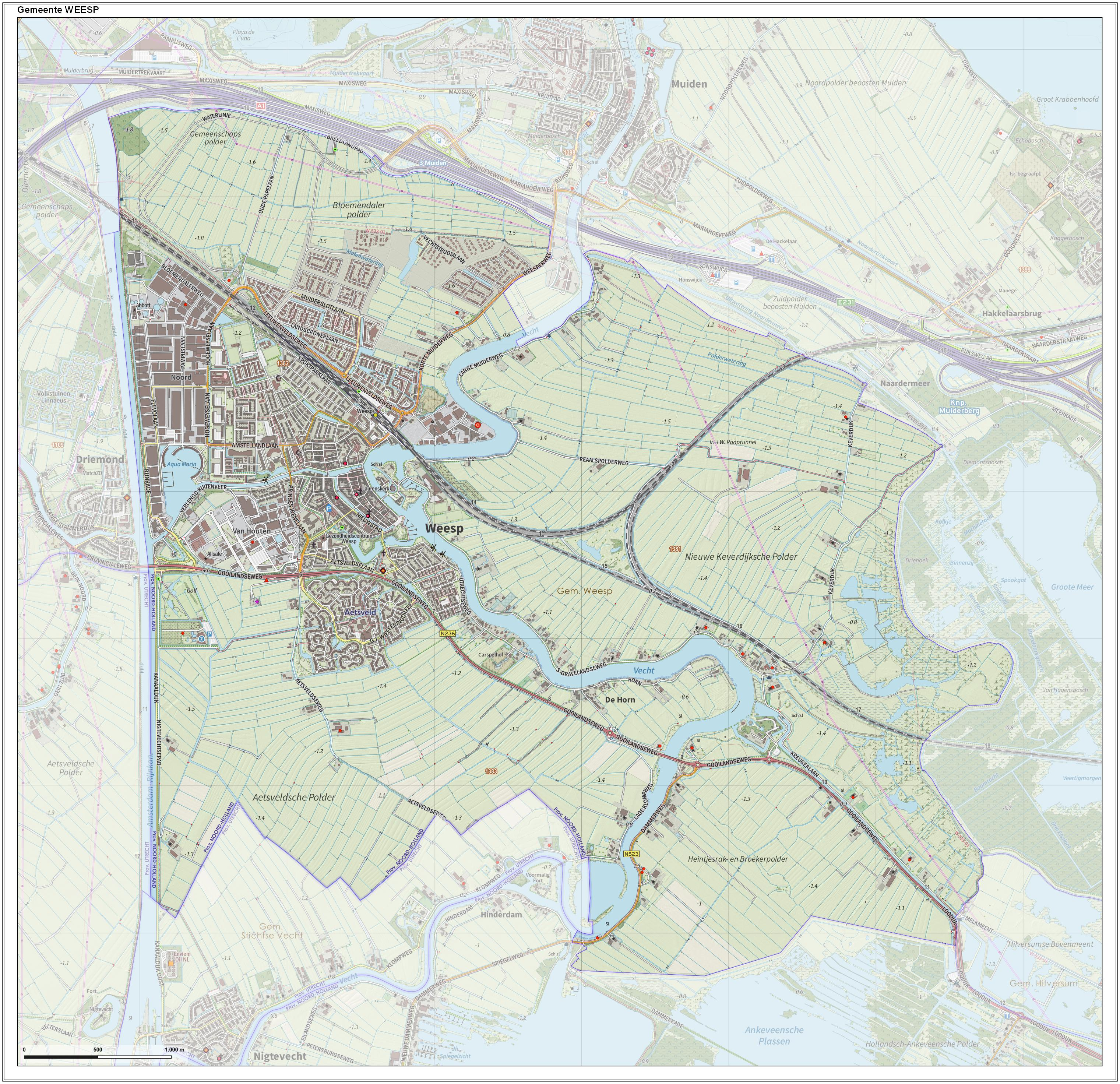
Ligging van Weespersluis, de nieuwe stadswijk in uitvoering in de Bloemendalerpolder tussen Weesp en Muiden

Weespersluis is een grote nieuwbouwwijk in uitvoering in het Amsterdamse stadsgebied Weesp. De wijk is als een eigen buurtschap buitenwaarts en omsloten gelegen aan de noordkant van Weesp ten noorden van Station Weesp, aan de westkant van de Vecht, pal ten zuiden van de autosnelweg A1 en ten noorden van de spoorlijn Amsterdam - Amersfoort. In het noordwesten grenst de wijk aan het Amsterdam-Rijnkanaal. De buurtschap verrijst in de voormalige Bloemendalerpolder en sluit aan op de eerdere Weesper uitbreidingswijk Leeuwenveld (184 woningen, 2005-2013). Er ontstaat een ruim woonlandschap met ongeveer 2950 woningen. De bouw is begonnen in 2017 en is al voor een deel gerealiseerd. Naar verwachting zal Weespersluis in 2026-2027 volledig opgeleverd en bewoond zijn.

## Structuur
Van het grondgebied van ruim driehonderd hectare wordt slechts één-derde bebouwd, de rest blijft open voor water en groen. Centraal komt een nieuw water (de Gouw), dat via een schutsluis (de Weespersluis) in verbinding staat met de Vecht. Er komen drie afzonderlijke parken, waaronder het centrale Weespersluispark. Weespersluis gaat bestaan uit drie deelgebieden: Vechtrijk, Lanenrijk en Waterrijk, elk met een eigen thema, die ook elk een eigen karakter krijgen:
- Vechtrijk is gericht op de Vecht, met woningen in parkstraatjes met gesloten hoeken;
- Lanenrijk is meer een buurt met singels, lanen en hofjes;
- Waterrijk komt langs een groene, parkachtige boulevard. Hier komen onder andere villa´s midden in het landschap en kavels aan het water met eigen aanlegsteiger.

Ten noorden en aan de westkant van Waterrijk komt een natuur- en recreatiegebied:
- ’t Breedland, een natuurlijk landschap met ruigtes.

Deze stedenbouwkundige opzet van de wijk vertoont typische kenmerken van het New Urbanism. 

## Varia
De straatnamen in Weespersluis zijn geïnspireerd op de Stelling van Amsterdam en buitenplaatsen langs de Vecht.